# Knight Rider 2010
Knight Rider 2010 is een Amerikaanse televisiefilm uit 1994. De film is zeer losjes gebaseerd op de televisieserie Knight Rider. De regie was in handen van Sam Pillsbury.
David Hasselhoff, die in de serie en de vorige film de rol van Michael Knight vertolkte, deed in deze film niet mee.

## Verhaal
In een post-apocalyptische toekomst is Jake McQueen de ultieme smokkelaar. Hij smokkelt tegen betaling mensen. Aan zijn praktijken komt echter een einde wanneer hij wordt opgepakt door zijn broer.
Wat Jake niet weet is dat hij in de gaten wordt gehouden door Jared, het hoofd van de Chrysalis Corporation. Hij laat Hannah Tyree, een van zijn meest waardevolle medewerkers, Jake ophalen om hem mee te laten werken aan hun videospelproject. Jake is aanvankelijk sceptisch over het idee met Hannah samen te werken. Wanneer hij ook nog hoort dat Hannah zichzelf een keer per ongeluk op een PRISM (een futuristische solid state drive) heeft gedownload als bij-effect van een spel, wil hij zeker niets meer te maken hebben met Chyrsalis Corporation.
Jake ontdekt al snel dat er meer aan de hand is met Chrysalis, en besluit hen te stoppen. Van zijn stervende vader krijgt hij een oude Mustang en een speciale motor. Hij ziet hoe Hannah voor zijn ogen vermoord wordt, maar ontdekt dan dat de PRISM met haar geheugen nog bestaat. Hij koppelt de PRISM aan de auto, waardoor Hannah de kunstmatige intelligentie van de auto wordt.
Jake en Hannah slagen erin Jared en zijn compagnie ten val te brengen. Daarna besluiten ze verder te gaan met het brengen van gerechtigheid in de vrijwel wetteloze wereld.

## Rolverdeling
| Acteur              | Personage            | Opmerkingen         |
| ------------------- | -------------------- | ------------------- |
| Richard Joseph Paul | Jake McQueen         |                     |
| Hudson Leick        | Hannah Tyrie         | als Heidi Leick     |
| Michael Beach       | Marshal Will McQueen |                     |
| Don McManus         | Dean                 |                     |
| Nicky Katt          | Johnny               |                     |
| Badja Djola         | Zeke                 |                     |
| Mark Pellegrino     | Robert Lee           |                     |
| Una Damon           | Kabuki               |                     |
| Kimberly Guerrero   | Maria                | als Kimberly Norris |
| Brion James         | Jared                |                     |
| Jim Cody Williams   | Hillbilly            |                     |

## Achtergrond
De film heeft vrijwel niets meer te maken met de originele televisieserie. Toch waren oudere plannen voor het script nog wel trouw aan de serie. Zo zou aanvankelijk KITT meedoen in de film. De reden dat dit plan werd verworpen is niet bekend.